# 새천년미소
주식회사 새천년미소(株式會社 ―千年微笑)는 경주시의 시내버스 회사이다.

## 역사 및 현황
1979년 12월 20일 금아운수로 설립하였으며, 2000년대 초중반 사명을 금아운수에서 금아버스로 변경되었다. 2009년 6월 2일 사명을 금아버스에서 천년미소로 변경 하였으나 2013년 1월 4일 사명을 천년미소에서 새천년미소로 변경하였다. 경주시의 모든 시내버스 노선을 독점하고 있다. 차고지가 본사처럼 사용되고 있다. 그러나 2010년 10월 파업 사태와 관련하여 금아버스그룹은 회사의 고유권한인 경영권을 포기하고 모든 권한을 경주시로 이양하는 시내버스 준공영제 도입을 적극 추진하기로 노사가 합의하였다. 입석버스도색은 부산의 패턴에 색상만 다르게 하였다가, 도색 논란이 일자 새로운 도색으로 연두색 도색에, 경주시에 있는 사적 문화재인 첨성대, 천마총, 다보탑, 동궁과월지 그래비티를 적용하고 있다. 좌석버스도색은 금아그룹 고유의 도색을 사용하고 있다.
2019년 3월 13일부터 회사가 매각되어서 금아버스그룹에서 나오게 되었다.

## 운행 노선

#### 급행버스
- 1200번 경주역→시외버스터미널→금장삼성아파트→강동→안강파출소→산대리 우방.현동아파트
- 1600번 경주역→이조→입실→(구)모화역→부영아파트

### 순환버스
- 10번: 시외버스터미널 → 경주시내 → 보문관광단지 → 민속공예촌 → 불국사 → 통일전 → 경주시내 → 시외버스터미널
- 11번: 시외버스터미널 → 경주시내 → 통일전 → 불국사 → 민속공예촌 → 보문관광단지 → 경주시내 → 시외버스터미널
- 30번: 성동시장 → 충효 → 현곡 → 황성동 → 경주시내 → 시외버스터미널
- 31번: 시외버스터미널 → 경주시내 → 황성동 → 현곡 → 충효 → 경주시내 → 시외버스터미널
- 40번: 문화고→ 고속버스터미널→ 동국대병원 → 석장동 → 경주화랑 마을 → 금장 → 계림중학교 → 경주시내 → 문화고
- 41번: 문화고 → 고속버스터미널 → 경주역 → 북천교 → 계림중학교 → 동국대학교 → 성건동 → 중앙시장 → 문화고
- 50번: 경주역 → 경주대학교 → 고속버스터미널 → 경주역 → 용강주공 → 황성동 → 동국대학교 → 성건동 → 고속버스터미널 → 경주대학교 → 경주역 (문화고 통학 지원)
- 51번: 경주역 → 경주대학교 → 고속버스터미널 → 성건동 → 동국대학교 → 황성동 → 용강주공 → 경주역 → 고속버스터미널 → 경주대학교 → 경주역 (문화고 통학 지원)
- 60번[4]: 경주역 → 광명 → 무열왕릉 → 고속버스터미널 → 천마총 → 경주역 → 경주시청 → 용강초등 → 현진에버빌 → KCC스위첸 → 황성동→ 경주역→광명 → 경주역
- 61번: 경주역 → 광명 → 무열왕릉 → 고속버스터미널 → 천마총 → 경주역 → 황성동 → 현진에버빌 → KCC스위첸 → 용강주공 → 경주시청 → 경주역 → 광명 → 신경주역 (선덕여고 통학 지원)
- 70번: 경주역 → 경주대학교 → 고속버스터미널 → 경주역 → 동천동(선주아파트) → 경주시청 → 경주역 → 고속버스터미널 → 경주대학교 → 경주역 (문화고 통학 지원)
- 222번: (안강동부정류장 - 육통(존당) - 우방아파트 - 안강동부정류장)(안강동부정류장 - 한동아파트 - 우방아파트 - 안강동부정류장)(안강터미널 - 강동 - 위덕대학교)
- 234번: 시외버스터미널 → 경주역→ 세무서→금장→오류→ 가목동
- 252번: (안강 → 강동 - 국당 → 왕신 - 오금 - 강동 - 안강) (안강 → 대동 → 사방 - 검단(약수탕)) (안강 - 달성 - 다산 → 사골 → 양동마을 → 안강)
- 271번: 시외버스터미널 ↔ 경주역 ↔ 용강동 ↔ 모아 → 오야

### 시내버스
- 15번: 시외버스터미널 → 경주역 → 분황사 → 보문마을
- 16번: 시외버스터미널 → 경주역 → 보문 → 손곡
- 100-1번: 시외버스터미널 - 경주역 - 보문관광단지 - 덕동호 - 추령 - 양북(어일) - 감포
- 150-1번: 시외버스터미널 - 경주역 -보문관광단지 - 덕동호 - 추령 -양북
- 151번: 양남 → 나아 → 상라
- 152번: 양남 → 관성 → 상계하
- 153번: 시외버스터미널 → 동방(코아루) → 입실 → 양남
- 201번: 시외버스터미널 → 경주역 → 황성공원 → 용강동 → 강동 → 안강 → 육통(산대)
- 206번: 시외버스터미널 → 경주시내 → 황성공원 → 용강동 → 강동 → 안강 → 두류2리
- 210번: 시외버스터미널 → 경주역→ 황성동 → 금장 → 나원 → 사방 → 안강역 → 안강 → 우방·한동아파트
- 212번: 시외버스터미널 → 경주역 → 황성공원 → 용강동 → 강동 → 안강 → 근계
- 217번: 시외버스터미널 → 경주역 → 황성공원 → 용강동 → 강동 → 안강터미널→왕신→강동→안강터미널→용강동→황성공원→시외버스터미널
- 230번: 시외버스터미널 → 경주역 → 황성공원 → 금장 → 현곡 → 현곡푸르지오→ 남사
- 231번: 시외버스터미널 → 경주역 → 황성공원 → 금장 → 현곡 → 현곡푸르지오→ 내태
- 232번: 시외버스터미널 ↔️경주역 ↔️ 황성공원 ↔️ 금장 ↔️ 나원초 ↔️ 나원
- 260번: 시외버스터미널 ↔ 경주역 ↔ 경주교 ↔ 경주 고용센타 ↔ 경주시청 ↔ 용강동 ↔ 강동 ↔ 위덕대학교(* 막차일때는 용강사거리 → 황성공원 시립도서관 → 서라벌 여중)
- 270번: 시외버스터미널 ↔ 경주역 ↔ 용강동 ↔ 현진에버빌 ↔ 신당3리
- 272번: 시외버스터미널 ↔ [구] 경주역 ↔️ 황성공원 ↔용강동 ↔ 현진에버빌 ↔ 동산 ↔ 화산(시간대에 따라 운곡서원, 왕신2리, 화산리공단 경유)
- 273번: 시외버스터미널 ↔ 경주역 ↔ 황성동 ↔ 홈플러스 ↔ 용강동 ↔ 신당1리
- 275번: 시외버스터미널 ↔ 경주역 ↔ 용강동 ↔ 현진에버빌 ↔ 동산 ↔ 성지. 갈곡
- 276번: 시외버스터미널 ↔ 경주역 ↔ 용강동 ↔ 현진에버빌 ↔ 동산
- 277번: 시외버스터미널 ↔ 경주역 ↔ 용강동 ↔ 현진에버빌 ↔ 동산 ↔ 물천
- 301번: 성동시장 ↔ 고속버스터미널 ↔ 충효 ↔ 광명 ↔ 건천 ↔ 운대 ↔ 사라 ↔ 아화역
- 333번: 성동시장 → 성동시장→ 서라벌대학 → 경주대학교 → 외외마을 → 와산 → 광명 → 고란
- 334번: 성동시장 → 서라벌대학 → 경주대학교 → 광명 → 모량 → 새마을 → 중마을 → 방내
- 335번: 성동시장 → 서라벌대학 → 경주대학교 → 광명 → 모량 → 금척 → 조전 → 건천 → 대곡 → 용명3리
- 337번: 성동시장 → 서라벌대학 → 경주대학교 → 광명 → 모량 → 금척 → 조전 → 건천 → 신평 → 장시 → 용명2리(밀구)
- 602번: 시외버스터미널 → 경주역 → 동방 → 불국 → 사리 → 신계
- 603번: 시외버스터미널 → 경주역 → 동방 → 불국 → 영지 → 제네
- 604번: 시외버스터미널 → 경주역 → 동방 → 불국역 → 영지 → 제네 → 새원 → 모화역
- 605번: 시외버스터미널 → 경주역 → 동방 → 불국·구정동 → 죽동 → 입실 → 외동공단 → 모화 → 석계
- 607번: 시외버스터미널 → 경주역 → 동방 → 불국 → 외동 → 입실 → 구어
- 608번: 시외버스터미널 → 말방 → 모화 → 태화고

### 좌석버스
- 12번: 불국사 → 석굴암
- 18번: 시외.고속버스터미널 → [구] 경주역 → 보문관광단지 → 암곡 → 왕산
- 100번: 시외.고속버스터미널 → [구] 경주역 → 서라벌초등학교 → 덕동댐 → 추령 → 문무대왕면(어일) → 전촌삼거리 → 감포종점
- 100-1번: 시외.고속버스터미널 → [구] 경주역 → 보문관광단지 → 덕동댐 → 추령 → 문무대왕면(어일) → 전촌삼거리 → 감포종점
- 130번 :(어일-기림사)(어일-죽전)(어일-대본-감포)(어일-용동)
- 150번: 시외. 고속버스터미널 → [구] 경주역 → 서라벌초등학교 → 덕동댐 → 추령 → 문무대왕면(어일) → 감은사지 → 문무대왕릉 → 월성원자력 → 읍천항 → 양남종점
- 150-1번: 시외. 고속버스터미널 → [구] 경주역 → 보문관광단지 → 덕동댐 → 추령 → 문무대왕면(어일) → 감은사지 → 문무대왕릉 → 월성원자력 → 읍천항 → 양남종점
- 153번: 시외. 고속버스터미널 → [구] 경주역 → 동방(코아루 안쪽 경유) → 불국.구정동 → 죽동 → 입실 → 외동미소지움 → 효동리 → 석읍리 → 환서리 → 양남종점
- 154번: 입실 → 월촌 → 기구 → 양남종점
- 160번: 감포 → 나정 → 봉길(문무대왕릉) → 월성원자력 → 양남종점
- 200번: 시외버스터미널 → [구] 경주역 → 황성공원 → 계림중학교 → 현진에버빌 → e편한세상APT → 강동 → 안강 → 달성 → 기계
- 202번: 시외버스터미널 → [구] 경주역 → 황성공원 → 용강동 → 강동 → 안강 → 두류1리(막차 강교2리 경유)
- 203번 :시외버스터미널 → [구] 경주역 → 황성공원 → 용강동 → 강동 → 양동마을 → 안강 → 옥산서원 → 옥산1리
- 205번: 시외버스터미널 → [구] 경주역 → 황성공원 → 용강동 → 강동 → 안강 → 하곡 (4일.9일 오룡리 경유)
- 207번: 시외버스터미널 → [구] 경주역 → 황성공원 → 용강동 → 강동 → 안강 → 강교2리
- 208번: 시외버스터미널 → [구] 경주역 → 황성공원 → 용강동 → 강동 → 안강 → 야일
- 300번: 성동시장 ↔ 고속버스터미널 ↔ 충효 ↔ 광명 ↔ 모량 ↔ 건천 ↔ 아화역
- 300-1번: 성동시장 ↔ 고속버스터미널 ↔ 서악 ↔ 광명 ↔ 모량 ↔ 건천 ↔ 아화역 (1일 1회 임포까지 운행)
- 302번: 성동시장 ↔ 고속버스터미널 ↔ 서악 ↔ 광명 ↔ 신경주역 ↔ 건천 ↔ 아화 ↔ 도계 ↔ 아화역
- 303번: 성동시장 ↔ 고속버스터미널 ↔ 충효 ↔ 광명 ↔ 모량 ↔ 건천 ↔ 아화역 ↔ 도리
- 330번: 시외버스터미널 → 경주시내 → 효현 → 율동마을 → 망성(둥글) → 화곡2리
- 332번: 시외버스터미널 → 경주역 → 서라벌대학 → 경주대학교 → 광명 → 화천 → 태봉 → 신기 → 학동 → 반탕골 → 학동
- 350번: 성동시장 → 고속버스터미널 → 충효 → 서라벌대학 → 경주대학교 → 모량 → 건천 → 산내
- 351번: 성동시장 → 고속버스터미널 → 충효 → 서라벌대학 → 경주대학교 → 모량 → 건천 → 산내 → 상우라
- 352번: 성동시장 → 고속버스터미널 → 충효 → 서라벌대학 → 경주대학교 → 모량 → 건천 → 산내 → 일부. 제궁동
- 355번: 성동시장 → 고속버스터미널 → 충효 → 서라벌대학 → 경주대학교 → 모량 → 건천 → 산내 → 대현 (1일 3회는 울산광역시 울주군 언양읍 언양임시시외버스터미널까지 운행) (1일 1회는 시다.태종까지 운행)
- 500번: 시외. 고속버스터미널 → [구] 경주역 → 오릉·나정 → 삼릉 → 용장 → 노곡 → 월산 → 봉계정류장
- 506번: 시외. 고속버스터미널 → [구] 경주역 → 오릉 → 삼릉 → 용장 → 명계
- 508번: 시외. 고속버스터미널 → [구] 경주역 → 오릉 → 삼릉 → 용장 → 용산 → 이조 → 냉천 → 연안 → 입실
- 600번: 시외. 고속버스터미널 → [구] 경주역 → 동방 → 불국·구정동 → 죽동 → 입실 → 외동공단 → 모화역 → 효청보건고등학교
- 601번: 시외. 고속버스터미널 → [구] 경주역 → 박물관 → 배반 → 동방 → 도지 → 불국역 → 경주여자정보고등학교 → 북토
- 603번: 시외. 고속버스터미널 → [구] 경주역 → 동방 → 불국 → 영지 → 제네
- 605번: 시외. 고속버스터미널 → [구] 경주역 → 동방 → 불국. 구정동 → 죽동 → 입실 → 모화 → 석계
- 609번: 시외버스터미널 → [구] 경주역 → 동방 → 불국·구정동 → 죽동 → 입실 → 외동공단 → 모화 → 석계 → 녹동
- 700번: 경주역 → 경주대학교 → 서라벌대학 → 시외버스터미널 → 경주역 → 북군동 → 한화콘도 → 보문단지 → 힐튼호텔 → 경주월드 → 엑스포공원 → 민속공예촌 → 불국사→ 한국수력원자력 → 문무대왕면(어일) → 전촌삼거리 → 감포종점
- 710번: 경주역 → 경주대학교 → 서라벌대학 → 천마총후문→ 북군동 → 한화콘도 → 보문단지 → 힐튼호텔 → 경주월드 → 경주대학교 → 서라벌대학→경주역
- 711번: 경주역 → 경주대학교 → 서라벌대학 → 천마총후문 → 통일전 → 불국역 → 불국사 → 불국동행정복지센타→ 경주고속버스터미널→ 경주대학교 → 서라벌대학→ 경주역
- 1000번: 경주세계문화엑스포공원.신라밀레니엄파크→더케이호텔.신라밀레니엄파크→보문정→경상북도 문화관광공사→대명콘도.코모도.콩코드호텔→한국콘도.일성콘도→수상공연장입구→켄싱턴리조트.한화콘도→북군동펜션마을.동궁원→시외버스터미널→포항경주공항

## 차고지
- 경상북도 경주시 충현로 80(충효동 704) (본사)
- 경상북도 경주시 태종로 276-7(충효동 1779) (베스트원현대서비스 차고지)

## 보유 차량

#### KGM커머셜
- 에디슨모터스 화이버드

#### 현대자동차
- 현대 쏠라티
- 현대 뉴 카운티
- 현대 카운티 뉴 브리즈
- 현대 뉴 슈퍼 에어로시티
- 현대 저상 뉴 슈퍼 에어로시티
- 현대 블루시티
- 현대 일렉시티

## 갤러리

경주시내버스 10번 (대차 전)
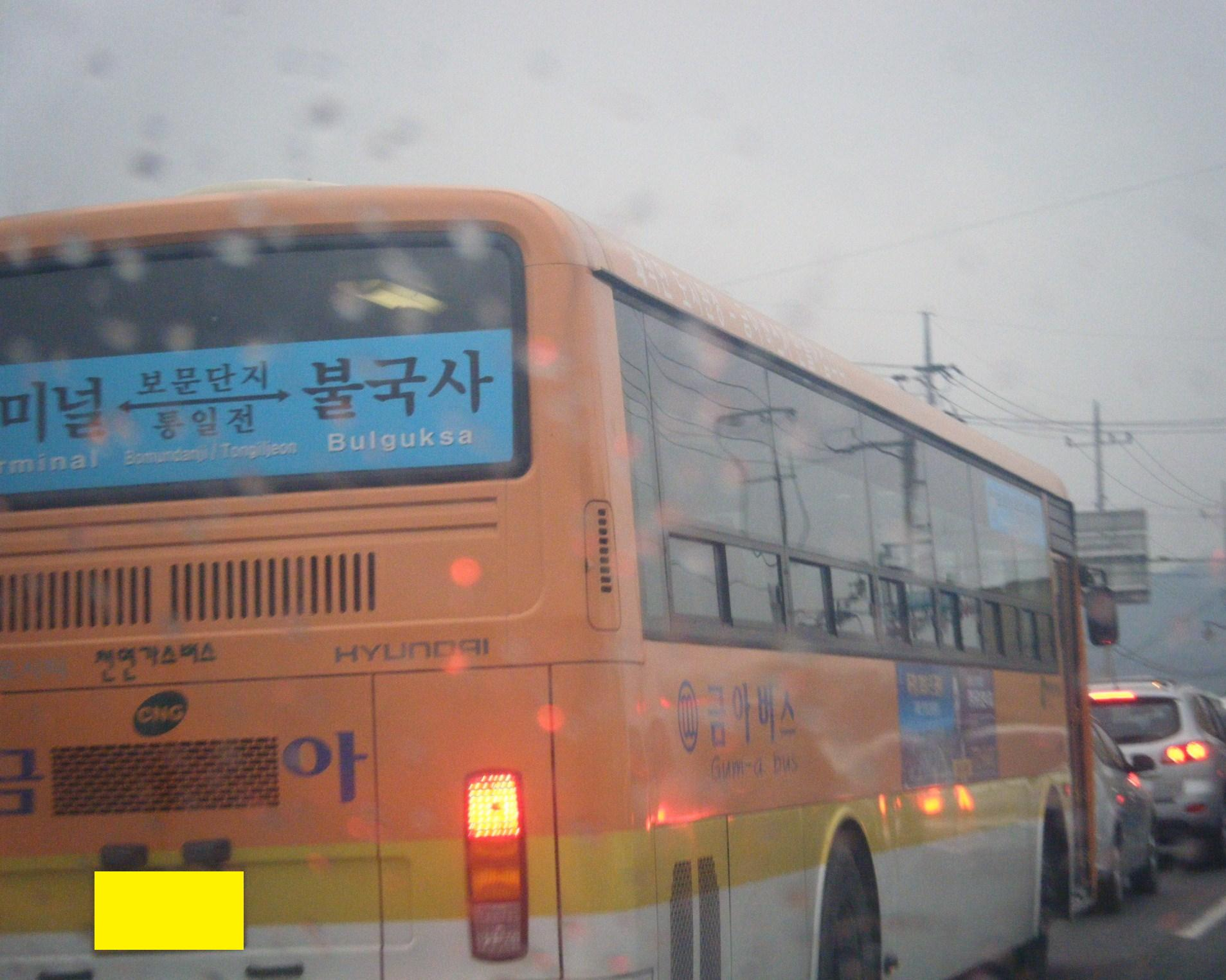
경주시내버스 10번 (대차 전)
경주시내버스 210번
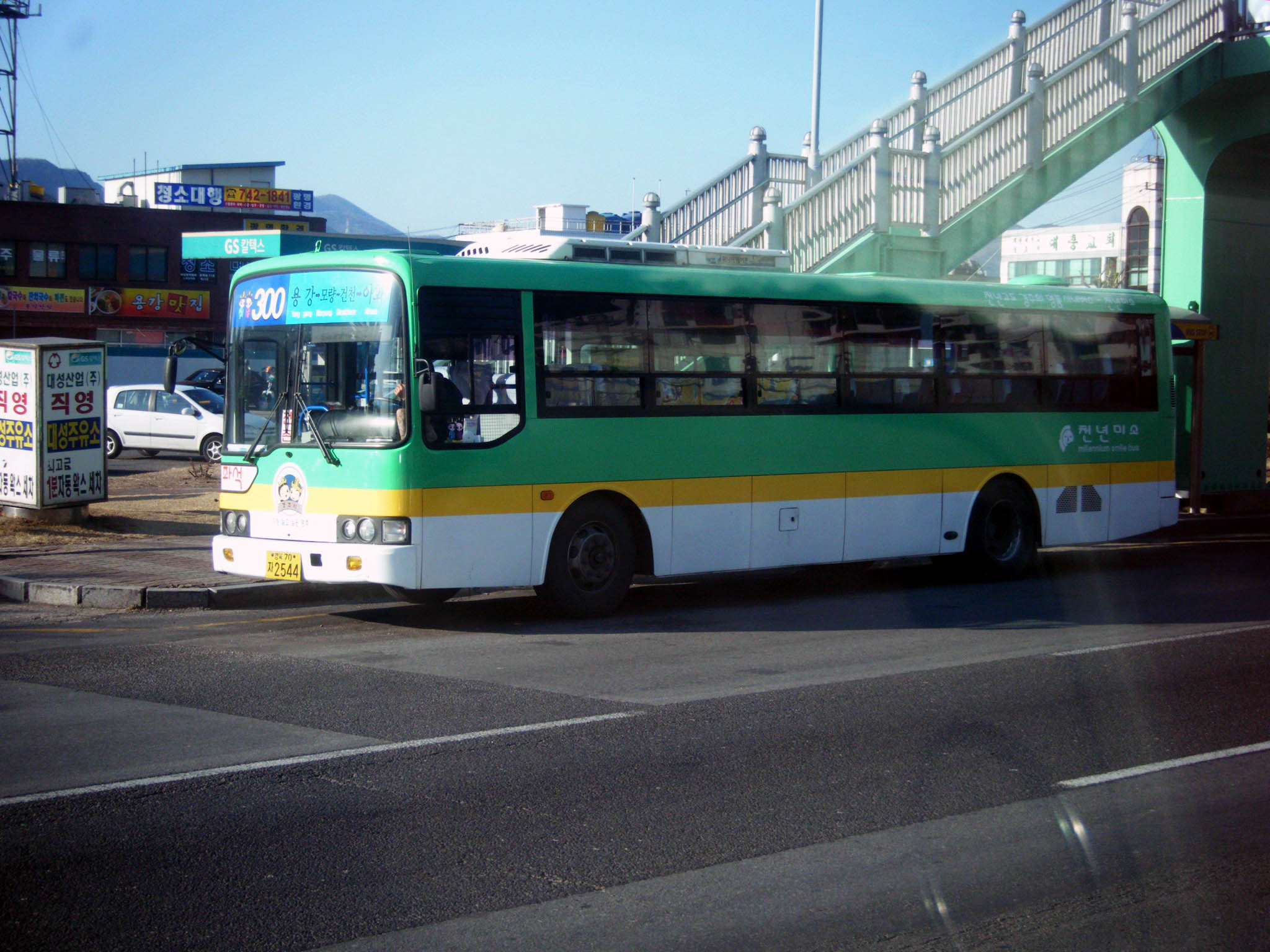
경주시내버스 300번 (대차 전)
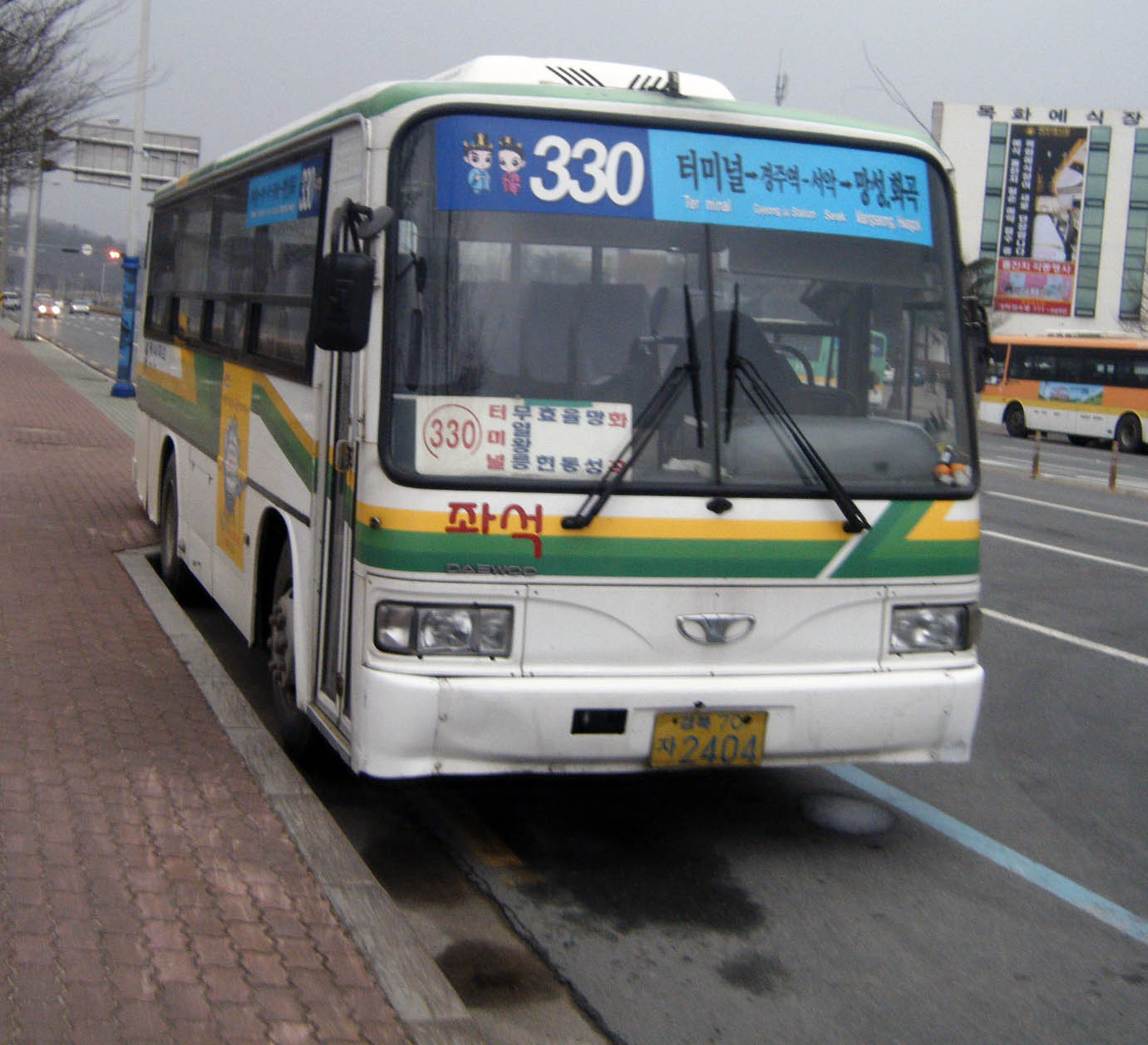
경주시내버스 330번 (대차 전)
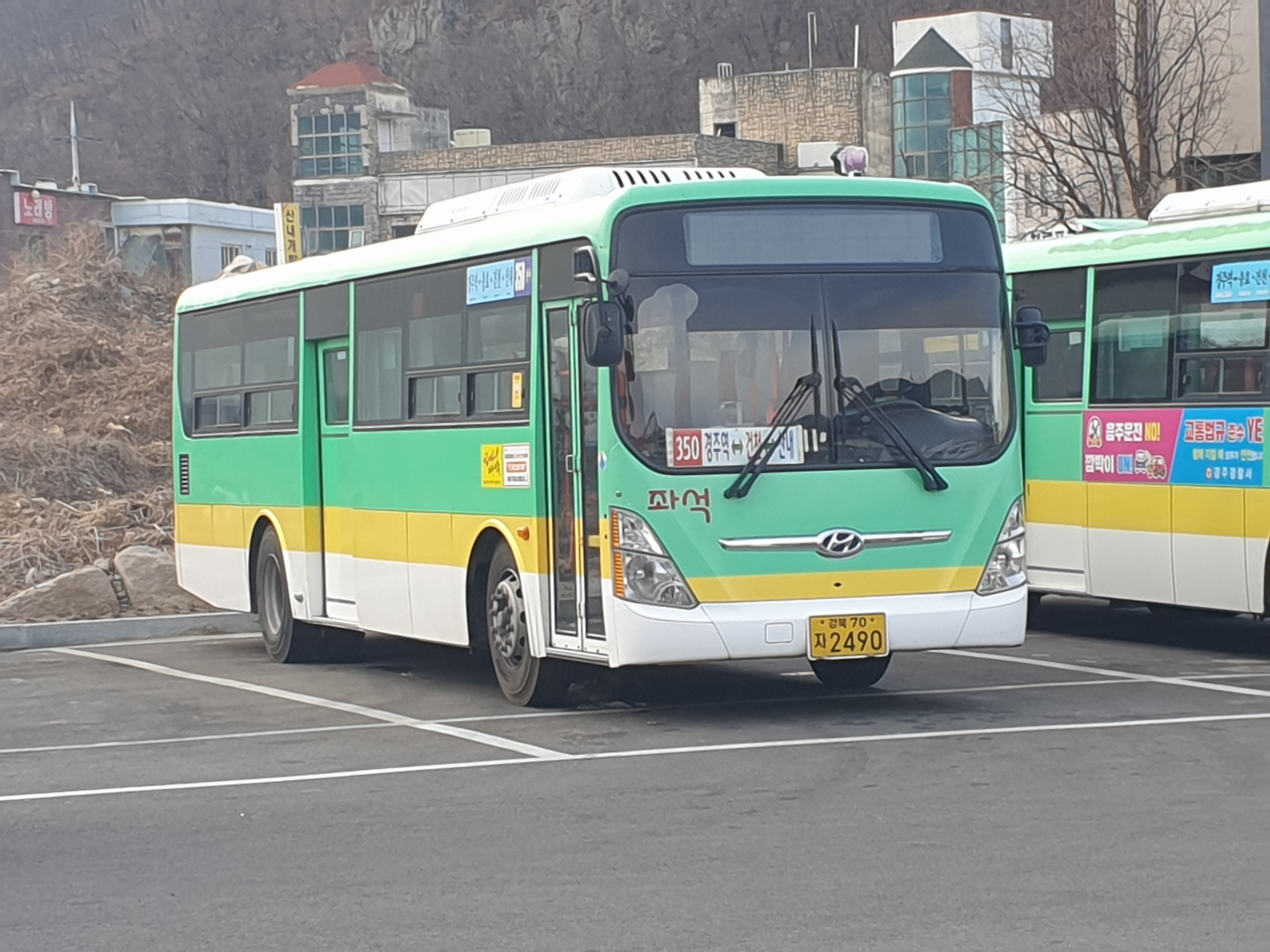
경주시내버스 350번
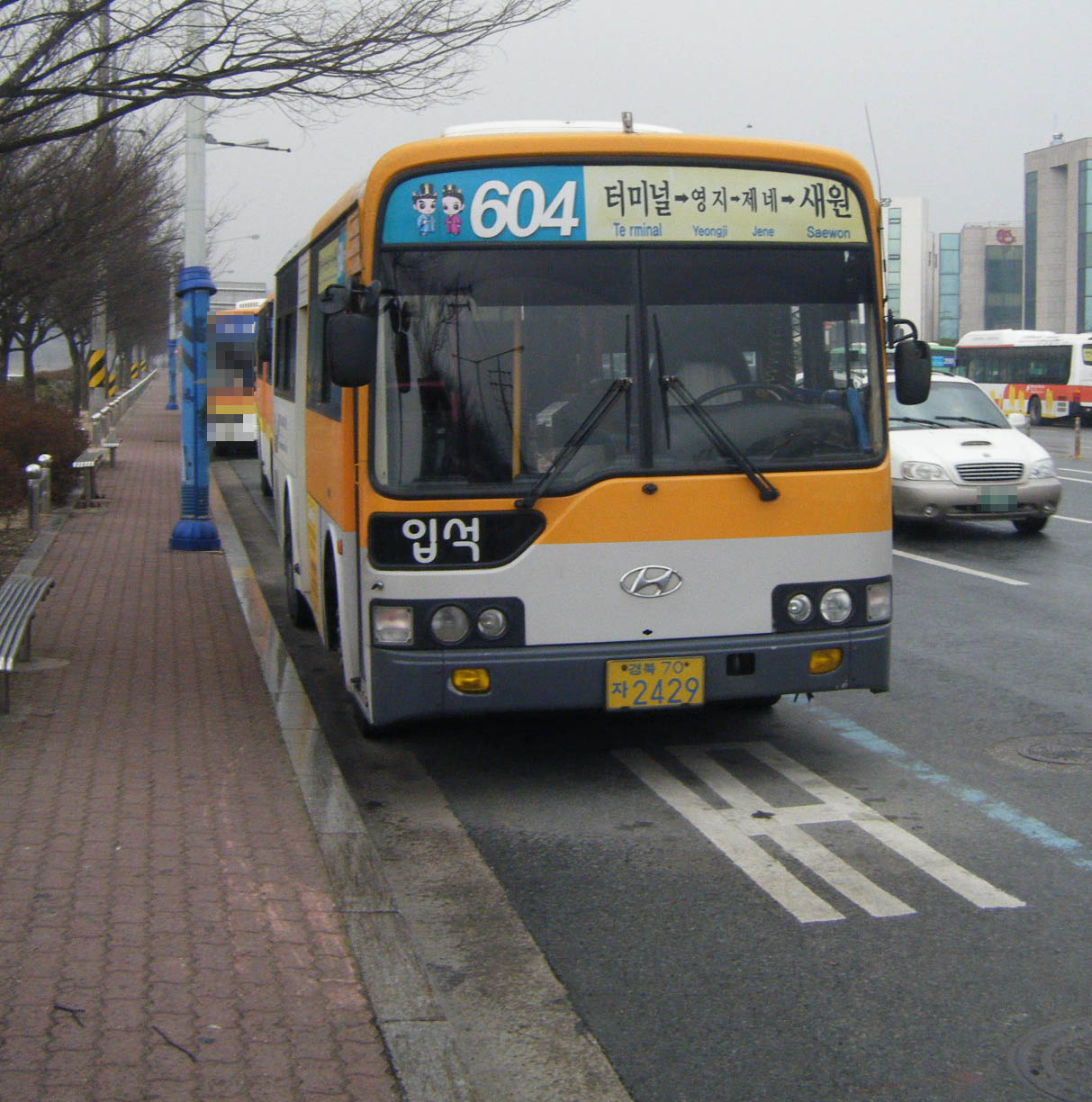
경주시내버스 604번 (대차 전)
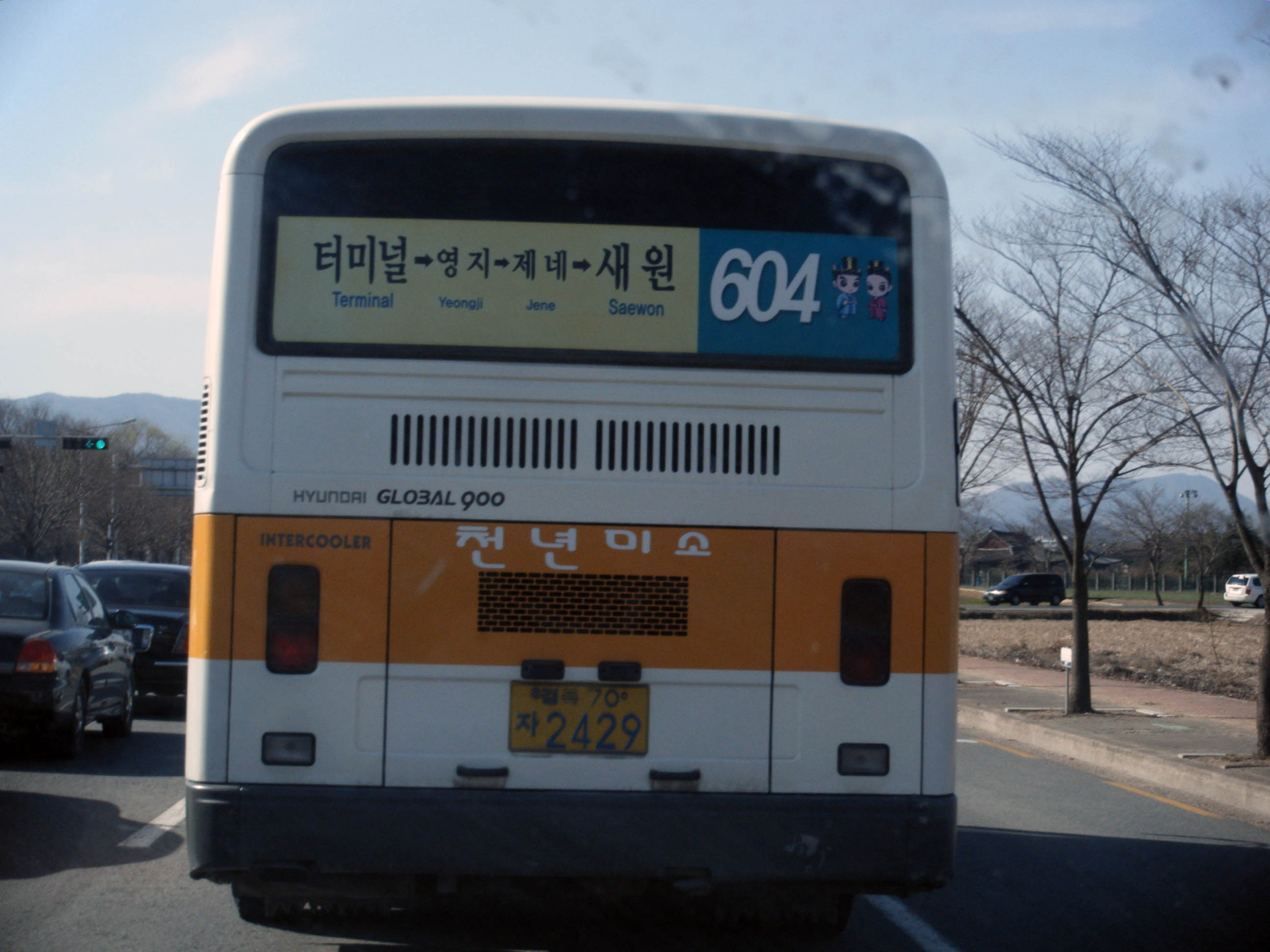
경주시내버스 604번 (대차 전)